# Tống Chí Dũng
Tống Chí Dũng (tiếng Trung giản thể: 宋志勇, bính âm Hán ngữ: Sòng Zhìyǒng, sinh ngày 20 tháng 8 năm 1965, người Hán) là doanh nhân, chính trị gia nước Cộng hòa Nhân dân Trung Hoa. Ông là Ủy viên dự khuyết Ủy ban Trung ương Đảng Cộng sản Trung Quốc khóa XX, hiện là Cục trưởng Cục Hàng không Dân dụng Trung Quốc. Ông từng lãnh đạo hai hàng hàng không của Trung Quốc là Tập đoàn Hàng không Trung Quốc và công ty con của hãng là Air China.
Tống Chí Dũng là đảng viên Đảng Cộng sản Trung Quốc, học vị Cử nhân Hàng không, Phi hành viên cấp cao. Ông có 35 năm công tác trong hãng hàng không lớn nhất Trung Quốc, từ một phi công cho đến khi trở thành chủ tịch hãng, trước khi chuyển sang lãnh đạo ngành hàng không dân dụng Trung Quốc.

## Xuất thân và giáo dục
Tống Chí Dũng sinh vào ngày 20 tháng 8 năm 1965. Tháng 9 năm 1983, ông tới Cáp Nhĩ Tân của Hắc Long Giang để theo học Học viện Phi hành số 1 của Không quân Quân Giải phóng Nhân dân Trung Quốc, nay là Học viện Phi hành Cáp Nhĩ Tân Không quân, tốt nghiệp cử nhân hàng không vào tháng 7 năm 1987. Ông đạt chứng chỉ phi hành viên cấp 1 với hơn 1.000 giờ bay, rồi sau đó là phi hành viên cấp cao. Ông cũng được kết nạp Đảng Cộng sản Trung Quốc tại trường Cáp Nhĩ Tân.

## Sự nghiệp

### Air China
Tháng 10 năm 1987, sau khi tốt nghiệp phi hành chuyên nghiệp ở trường của Không quân, Tồng Chí Dũng được phân vào Cục Quản lý Hàng không dân dụng Bắc Kinh và bắt đầu sự nghiệp của mình ở đây. Sau đó 1 năm, Công ty Hàng không Quốc tế Trung Quốc (Air China) được thành lập, ông được điều sang xí nghiệp này, lần lượt là phi hành viên Đại đội 3 của Tổng đội phi hành, thăng chức làm phó trung đội trưởng, Chủ nhiệm phi hành, rồi phó đại đội trưởng, Phó Tổng đội trưởng, Trưởng ban Bồi dưỡng huấn luyện phi hành của Air China. Tháng 11 năm 2002, ông được bổ nhiệm làm Tổng đội trưởng Tổng đội phi hành Air China, Phó Bí thư Đảng ủy đơn vị hành. Đến tháng 9 năm 2004, ông nhậm chức Trợ lý Tổng tài Air China, sau đó là Phó Tổng tài, Thường vụ Đảng ủy hãng hàng không từ tháng 10 năm 2006. Cuối năm 2010, Tống Chí Dũng được chuyển lên công ty mẹ của Air China là Tập đoàn Hàng không Trung Quốc (Air China Group), giữ chức Phó Tổng giám đốc, Thành viên Đảng tổ hãng này. Bốn năm sau, ông được bổ nhiệm làm Phó Bí thư Đảng tổ, Đồng sự chấp hành, Tổng tài Air China.
Tháng 2 năm 2016, Tống Chí Dũng trở lại Air China Group nhậm chức Bí thư Đảng tổ ttrong thời gian ngắn, rồi nhường vị trí này lại cho Thái Kiếm Giang, và ông được phân công là Phó Bí thư Đảng tổ, Đồng sự, Tổng giám đốc Air China Group, kiêm nhiệm Phó Chủ tịch Air China. Ngày 7 tháng 12 năm 2020, ông được thăng chức làm Chủ tịch Air China Group, Bí thư Đảng tổ kiêm nhiệm là Bí thư Đảng ủy, Chủ tịch Air China, và cũng là Phó Chủ tịch Cục đồng sự của Cathay Pacific – một hãng hàng không tư nhân được Air China nắm một phần cổ phần.

### Ngành hàng không dân dụng
Ngày 17 tháng 6 năm 2022, sau 35 năm hoạt động từ phi công trở thành người đứng đầu hãng hàng không Trung Quốc, Tống Chí Dũng được Ủy ban Trung ương quyết định điều tới Cục Hàng không Dân dụng Trung Quốc làm Bí thư Đảng tổ, lãnh đạo cục và trở thành người tiếp theo giữ vị trí này có xuất phát điểm là phi công sau Dương Nguyên Nguyên lãnh đạo giai đoạn 2002–07. Đến ngày 8 tháng 7, ông được bổ nhiệm là Cục trưởng, cấp phó bộ trưởng, đồng thời là Thành ủy Đảng tổ Bộ Giao thông Vận tải, miễn nhiệm vị trí lãnh đạo Air China, Air China Group từ ngày 27 tháng 9. Cuối năm 2022, ông tham gia Đại hội Đảng Cộng sản Trung Quốc lần thứ XX từ đoàn đại biểu khối cơ quan trung ương Đảng và Nhà nước. Trong quá trình bầu cử tại đại hội, ông được bầu là Ủy viên Ủy ban Trung ương Đảng Cộng sản Trung Quốc khóa XX.